# 阿威羅大學

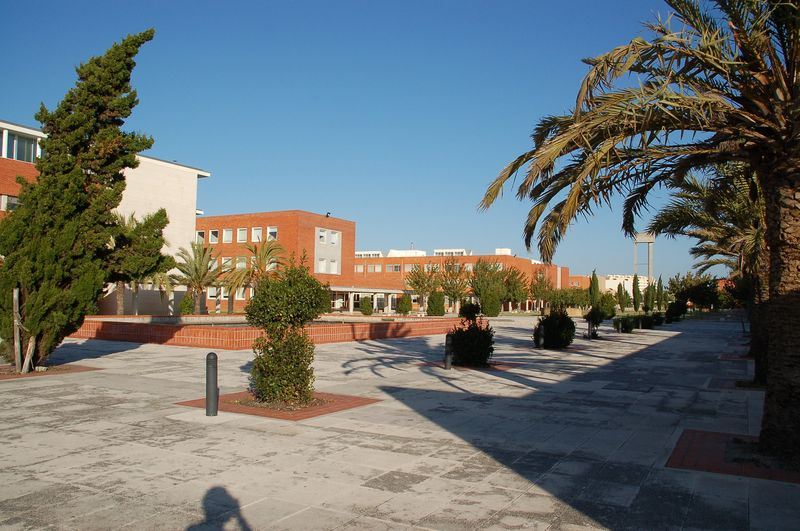
大學校園

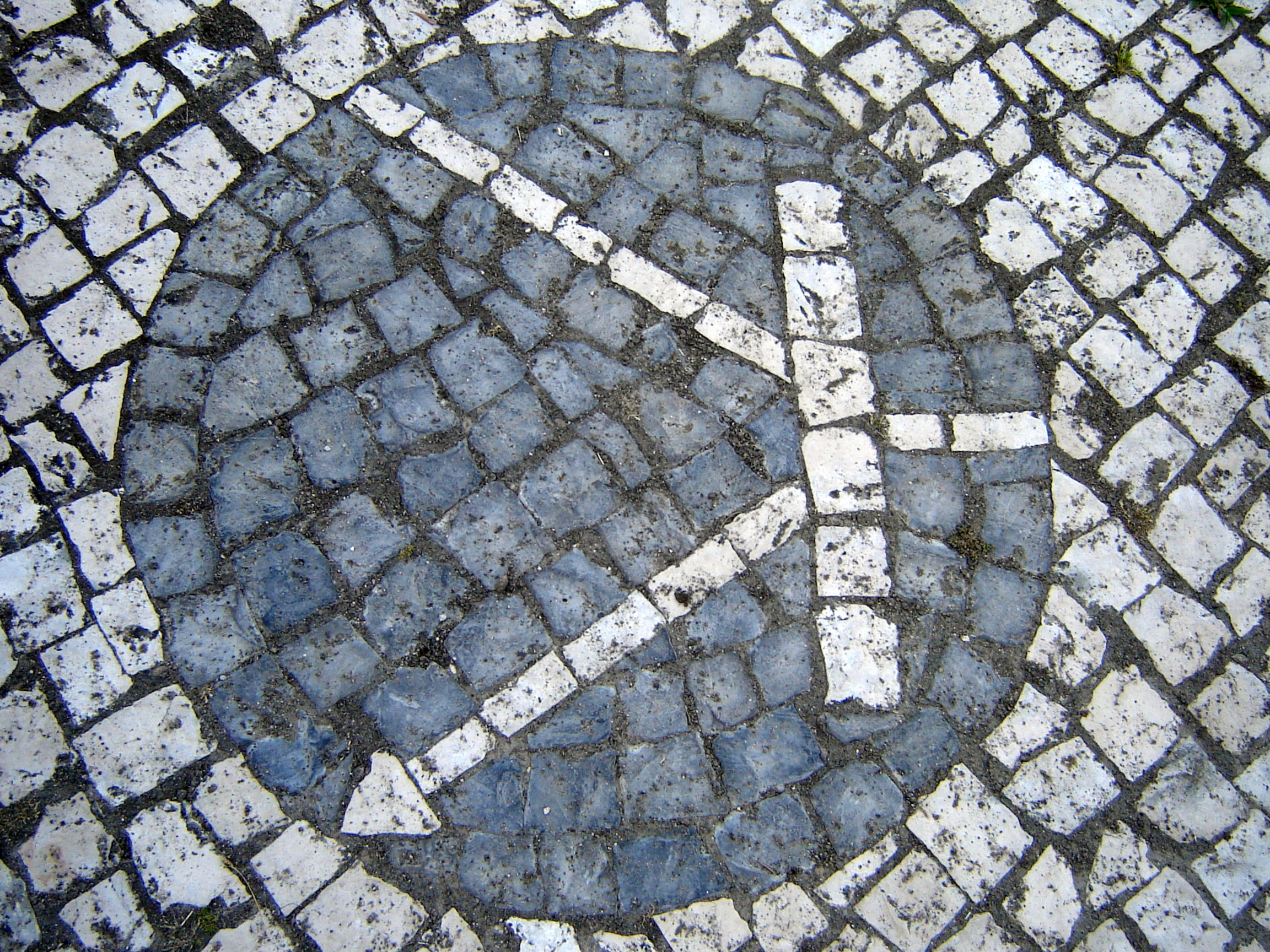
大學校園的葡式碎石路上的晶体管符號

阿威羅大學（葡萄牙語：Universidade de Aveiro）是葡萄牙阿威羅的一所公立大學。該大學創立於1973年，主校區位於阿威羅，但在阿格達和奧利韋拉迪阿澤梅什有分校區。
按世界大學網路排名，該大學在2019年位列國內第6，全球第482。